# Лабиринт към щастието
Лабиринт към щастието (на турски: Aşk ve Umut, в буквален превод Любов и надежда) е турски драматичен телевизионен сериал, продуциран от Focus Film и Content House, чийто първи епизод е излъчен на 26 септември 2022 г. Режисьори в първия сезон са Гюрсел Атеш и Рейхан Уста, а във втория сезон – Махмут Каптан и Рейхан Уста. Сериалът се излъчва всеки делничен ден с участието на Хакан Динчкол, Илайда Оркут, Еда Елиф Башламъшлъ, Фуркан Окумуш, Зейнеп Мелис Гиршен и Ердем Адилдже. Сериалът, състоящ се от два сезона, завършва с излъчването на 285-ия епизод на 15 март 2024 г.

## Актьорски състав
- Хакан Динчкол – Кузей
- Джемре Курум – Елиф
- Гамзе Игдироглу – Хандан
- Илайда Оркут – Съла
- Фуркан Окумуш – Еге
- Еда Елиф Башламъшлъ – Зейнеп
- Зейнеп Мелис Гирсен – Мелис
- Ердем Адилдже – Джихан
- Арда Есен – Бюлент
- Зафер Демирджан – Ферайе
- Йозгюр Каймак – Гьонюл
- Аслъ Атъл – Бахар
- Дуйгу Кесер – Йълдъз
- Бурджу Алмеман – Мюрвет
- Пинар Канкълъч – Белкъс
- Езги Янък – Седа
- Неше Менгюлоглу – Хюля
- Хюля Айдън – Джавидан
- Серап Йондер – Наджие
- Мине Гайъроглу – Фирдевс
- Айкут Юнал – Суат
- Хаджер Тогай – Назире
- Алейна Ал – Мелоди
- Седа Кескол – Дийдем

## Излъчване
| Сезон | Ден и час на излъчване | Начало на сезона     | Финал на сезона | Епизоди | Всички епизоди | ТВ сезон       | ТВ канал |
| ----- | ---------------------- | -------------------- | --------------- | ------- | -------------- | -------------- | -------- |
| 1     | всеки делник, 16.00 ч. | 26 септември 2022 г. | 16 юни 2023 г.  | 180     | 1 – 180        | 2022 – 2023 г. | Kanal D  |
| 2     | всеки делник, 16.00 ч. | 23 октомври 2023 г.  | 15 март 2024 г. | 105     | 181 – 285      | 2023 – 2024 г. | Kanal D  |

## Излъчване в България
| Сезон | Ден и час на излъчване | Начало на сезона   | Финал на сезона | Епизоди | Всички епизоди | ТВ сезон       | ТВ канал |
| ----- | ---------------------- | ------------------ | --------------- | ------- | -------------- | -------------- | -------- |
| 1     | всеки делник, 15.00 ч. | 7 октомври 2024 г. | 4 юли 2025 г.   | 180     | 1 – 180        | 2024 – 2025 г. | Нова ТВ  |
| 2     | всеки делник, 15.00 ч. | 7 юли 2025 г.      | 2025 г.         | 105     | 181 – 285      | 2025 г.        | Нова ТВ  |

В България сериалът започва на 7 октомври 2024 г. по Нова телевизия. На 2 юни 2025 г. започва повторение по Diema Family. Ролите се озвучават от Николина Чонова, Петя Абаджиева, Елисавета Господинова, Светозар Кокаланов, Силви Стоицов и Васил Бинев.

## Външни връзки
- Любов и надежда на официалния уебсайт на Kanal D Архив на оригинала от 2023-01-06 в Wayback Machine.
- 21922096 в  Internet Movie Database